# Eroberung von Cusco
Eroberung: 
Cajamarca • 
Jauja • 
Vilcaconga • 
Cusco (Eroberung) • 
Maraycalla • 
Cusco (Belagerung) • 
Ollantaytambo

Bürgerkriege: 
Abancay • Las Salinas • Chupas • Iñaquito • Huarina • Jaquijahuana

Die Eroberung von Cusco, der Hauptstadt des Inkareichs, durch die spanischen Conquistadoren endete mit der Einnahme der Stadt am 15. November 1533.

## Hintergrund
Cusco war die Hauptstadt des Inkareichs Tawantinsuyu. Aus dem mehrjährigen Bürgerkrieg zwischen dem aus Quito stammenden Atahualpa und seinem Halbbruder Huáscar war Atahualpa 1532 siegreich hervorgegangen. Sein General Quizquiz hatte Cusco eingenommen und unter dem dortigen Inkaadel ein Massaker angerichtet. Auf seinem Weg von Quito nach Cusco wurde Atahualpa jedoch in der Schlacht von Cajamarca von einer kleinen Gruppe Spanier unter Führung von Francisco Pizarro im Handstreich gefangen genommen und trotz Zahlung eines immensen Lösegelds hingerichtet.

## Weg nach Cusco

### Jauja
Drei Wochen nach Atahualpas Hinrichtung brach Pizarro am 11. August 1533 von Cajamarca nach Cusco auf. Verstärkt durch Männer, die mit seinem Partner Diego de Almagro gekommen waren und an der Verteilung der Beute von Cajamarca nicht beteiligt gewesen waren, umfasste seine Streitmacht ca. 220 Mann. Mit dabei war Atahualpas General Chalcuchímac, den sie gefangen mit sich führten.
Francisco Pizarros Heer folgte zuerst den Inkastraßen, die sein Bruder Hernando ein halbes Jahr zuvor auf seiner Reise nach Pachacámac schon benutzt hatte. Nach acht Wochen erreichten sie die auf halber Strecke gelegene Stadt Jauja. Hier trafen sie zum ersten Mal auf professionelle Streitkräfte aus dem Norden, die zuvor unter Chalcuchímacs Kommando gestanden hatten. Pizarros Reiterei schlug diese mehrere tausend Mann starke Armee und verhinderte, dass sie die Stadt in Brand setzten. Von den einheimischen Huanca  wurden die Spanier als Befreier begrüßt.
Nach dieser militärischen Auseinandersetzung, der ersten überhaupt seit der Gefangennahme Atahualpas im November zuvor, teilte Pizarro seine Kräfte: 80 Mann ließ er mit den Schätzen aus Cajamarca in Jauja. Die besten 70 Reiter sandte er unter dem Kommando von Hernando de Soto voraus, um die fliehende Armee aus Quito zu verfolgen und zu verhindern, dass sie die Brücken auf dem Weg nach Cusco zerstörten. Almagro und Pizarro folgten mit 30 Berittenen und 30 Fußsoldaten.

### Vilcas
Das schwierigste Stück Weges stand nun noch bevor. Die Landschaftsgestalt im zentralen Andengebiet ist ungemein vielfältig: Tiefeingeschnittene Schluchten wechseln mit steppenartigen Hochebenen, von Talflächen führt der Weg empor zu den Pässen riesiger, schneebedeckter Gebirgsmassive, die sich kulissenartig in die Tiefe gliedern. Ohne die schmalen, aber gut ausgebauten und häufig gepflasterten Inkastraßen wäre ein Vordringen kaum denkbar gewesen.
Am 29. Oktober, nur fünf Tage nach Aufbruch von Jauja, erreichten de Sotos Männer Vilcas (Vilcashuamán), das auf halbem Weg zwischen Jauja und Cusco gelegen ist. Hier kam es zum zweiten Mal zum Kampf, bei dem die Armee aus Quito die Spanier in große Bedrängnis brachte, aber letztlich wieder geschlagen wurde.

### Vilcaconga
De Soto rückte mit 40 Mann weiter vor. Wie viele andere Brücken, war auch die über Apurímac, den größten der zu passierenden Flüsse, zerstört. Aber es war gerade die Zeit des niedrigsten Wasserstands, und sie konnten den Fluss unbehelligt an einer Furt überqueren.
Als de Sotos Männer am 8. November den Pass von Vilcaconga erreichten, wurden sie von mehreren tausend Kriegern angegriffen. Bei Einbruch der Nacht war de Sotos Lage fast aussichtslos: Viele Spanier waren verwundet, fünf oder sechs tot. Aber im Morgengrauen erschien Almagro unerwartet mit Verstärkung, und Quizquiz’ Truppen ergriffen die Flucht.

### Vor Cusco
Als sich Pizarro der Hauptstadt weiter näherte, traf er in der Ebene von Jaquijahuana auf Manco Inca Yupanqui, einen Halbbruder Huáscars. Manco war dem Blutbad entkommen, das Quizquiz unter dem cusqueñischen Adel angerichtet hatte, und bot nun Pizarro seine Unterstützung an. Pizarro ließ sich gerne auf dieses Bündnis ein. Manco erklärte gegenüber Pizarro, dass der gefangene Chalcuchímac Quizquiz geheime Nachrichten habe zukommen lassen. Daraufhin ließ Pizarro Chalcuchímac hinrichten.
Einen Tag später, am 14. November waren die Spanier vor Cusco. Quizquiz stellte sich ihnen entgegen, aber auch hier blieben die Spanier und ihre indianischen Verbündeten siegreich und konnten auch verhindern, dass Quizquiz die Stadt in Brand setzte. Damit war der Widerstand von Atahualpas Besatzungsmacht endgültig gebrochen.

## Einnahme Cuscos
Am 15. November zog Pizarro in Cusco ein. Die Spanier nahmen das reichlich vorhandene Gold und Silber an sich. Bald darauf wurde Manco mit einer prächtigen Zeremonie als neuer Inkaherrscher Manco Cápac II. inthronisiert. Am 25. März 1534 „gründete“ Pizarro Cusco als Stadt nach spanischem Recht neu.

## Folge
Manco stellte Pizarro mehrere tausend Mann zur Verfügung, mit denen er Quizquiz aus dem südlichen Teil des Reiches vertrieb, und arbeitete auch sonst eng mit Pizarro und Almagro zusammen. Seine Hoffnungen auf Wiederherstellung des Reiches erfüllten sich jedoch nicht. Die vermeintlichen Befreier erwiesen sich als Besatzer, die das Land unter sich aufteilten und auch seine Person nicht schonten.
1536 floh Manco aus der Stadt. In der folgenden Belagerung von Cusco entgingen die Spanier nur knapp der Vernichtung.